# Szenteltvíz
A szenteltvíz (latinul aqua benedicta) olyan víz, amelyet a papság valamely tagja vagy egy vallásos személy megáld vagy megszentel.
Egyes keresztény egyházakban ezzel a vízzel az áldozópap a szentmise elején vagy végén a híveket meghinti, vagy a hívek magukat akár otthon vagy a templomba való belépésükkor, illetve távozásukkor meghintik.

## Történet
A szenteltvíz használata igen ősi. Már az egyiptomi Ízisz-kultuszban fontos volt, hogy a hívők, mielőtt belépnek a templomba, meghintsék magukat szenteltvízzel.
Alexandriai Philón időszámításunk kezdete körül megállapította, hogy a szenteltvíz használata minden nép körében elterjedt, a templomokban mindenhol használják.
Az ókori szokás, amely a vizet tisztulási és engesztelési célra felhasználta, a keresztény közösségekben is elterjedt. Eredete félig-meddig az ősegyházban használatos mosakodó medencékre vezethető vissza, amelyek az istentisztelet előtti tisztálkodás céljaira szolgáltak, kezdetben azokban a magánházakban, amelyekben az istentiszteletet tartották.
A kereszténységben a szenteltvíznek a 2. században tűnnek fel a nyomai, mint erről a gnosztikus eredetű apokrif Péter-akták tanúskodnak. Külön vízmegáldási formulát a 4. századi Szerapion Euchologiuma közöl, valamint az Apostoli Konstitúciók.
Feltehetőleg a 3. században használtak először vizet meghintésre. A kereszténység államvallássá válása (380) után vízzel hintették meg a pogány templomokat, amelyeket keresztény használatba vettek.

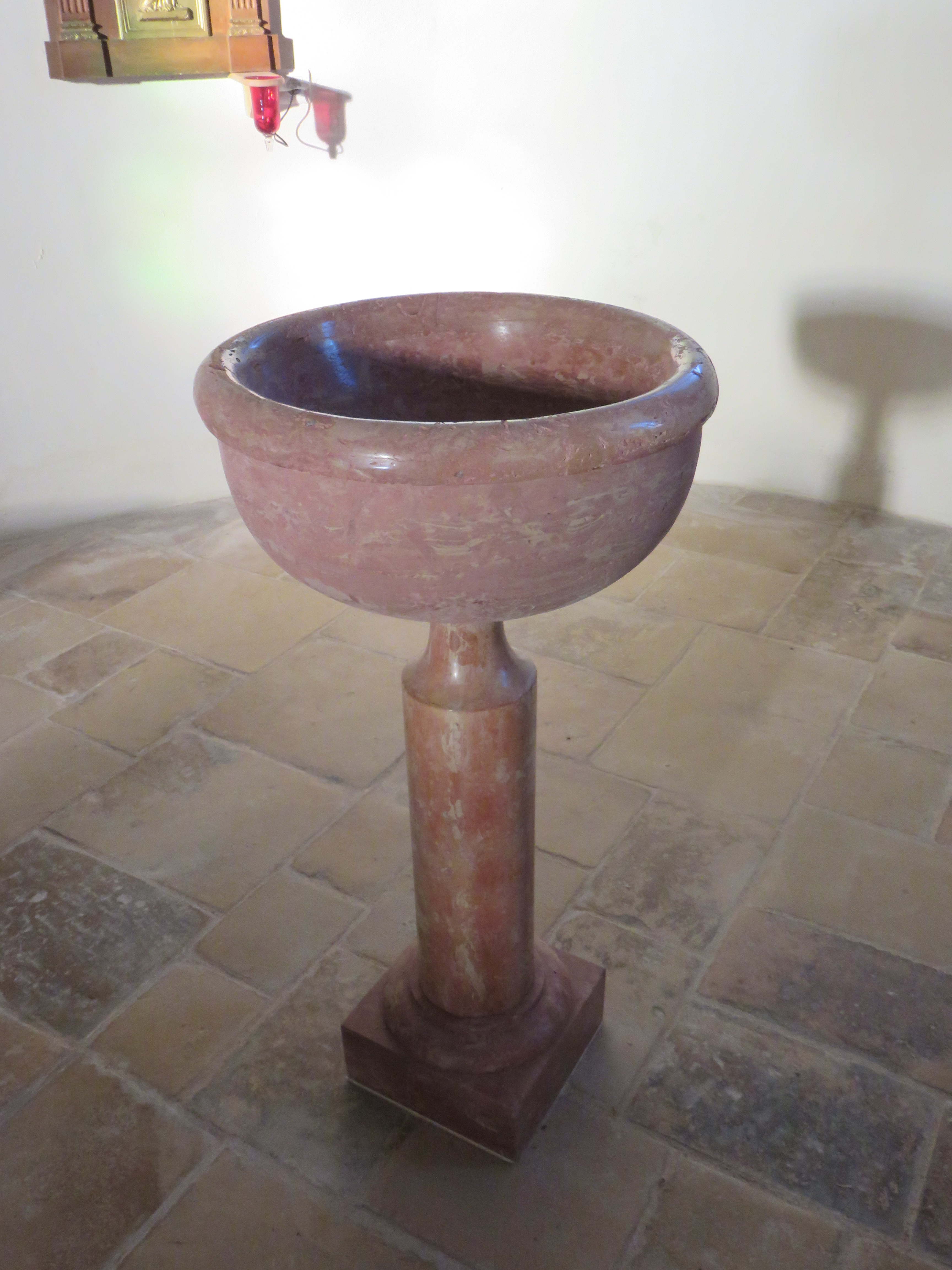
Szenteltvíztartó egy francia templomban

A templomépítések kezdete után a bazilikák udvarában megjelent a víztartó (atrium). Az egyik legrégibb ilyen víztartót, egy 4-5. századbeli ólomedényt Tuniszban fedezték fel. A víztartó medencék és edények azonban eleinte közönséges vizet tartalmaztak; majd amikor a szenteltvíz használata szokásos lett, arra szolgáltak, hogy belőlük a hívek maguk számára merítsenek és azt hazavigyék. A középkortól kezdve az emberek otthon meghintették vele a ház belsejét, a gazdasági épületeket és a földet, hogy a gonosz szellem ne ártson, és Isten áldása legyen rajtuk. Gyakran az állatok vizébe és a kútba is tettek belőle. A víznek mágikus ereje, gonoszűző, rontást megelőző, gyógyító szerepe volt. Használata születéstől haláláig végigkísérte az emberi élet fontos eseményeit.
A nyugati egyházban a szenteltvízről szóló legrégibb emlékünk a 6. századba nyúlik vissza; már akkor szokás volt a víz megáldásánál sót is használni. 
Az alkalmi vízszentelésekből fejlődött ki az egyházban a víz megáldása a mise előtt és az azt követő szenteltvízhintés (Asperges).
Később a körmeneteknél is használták a szenteltvizet s azért hordozható tartókat kezdtek alkalmazni, amelyekből a szenteltvízhintő fejlődött. A szenteltvízhintőnek a középkor óta ismeretes mai formája: átlyuggatott, szivacsot tartalmazó félgömb, nyéllel ellátva.

### Gyógyítás

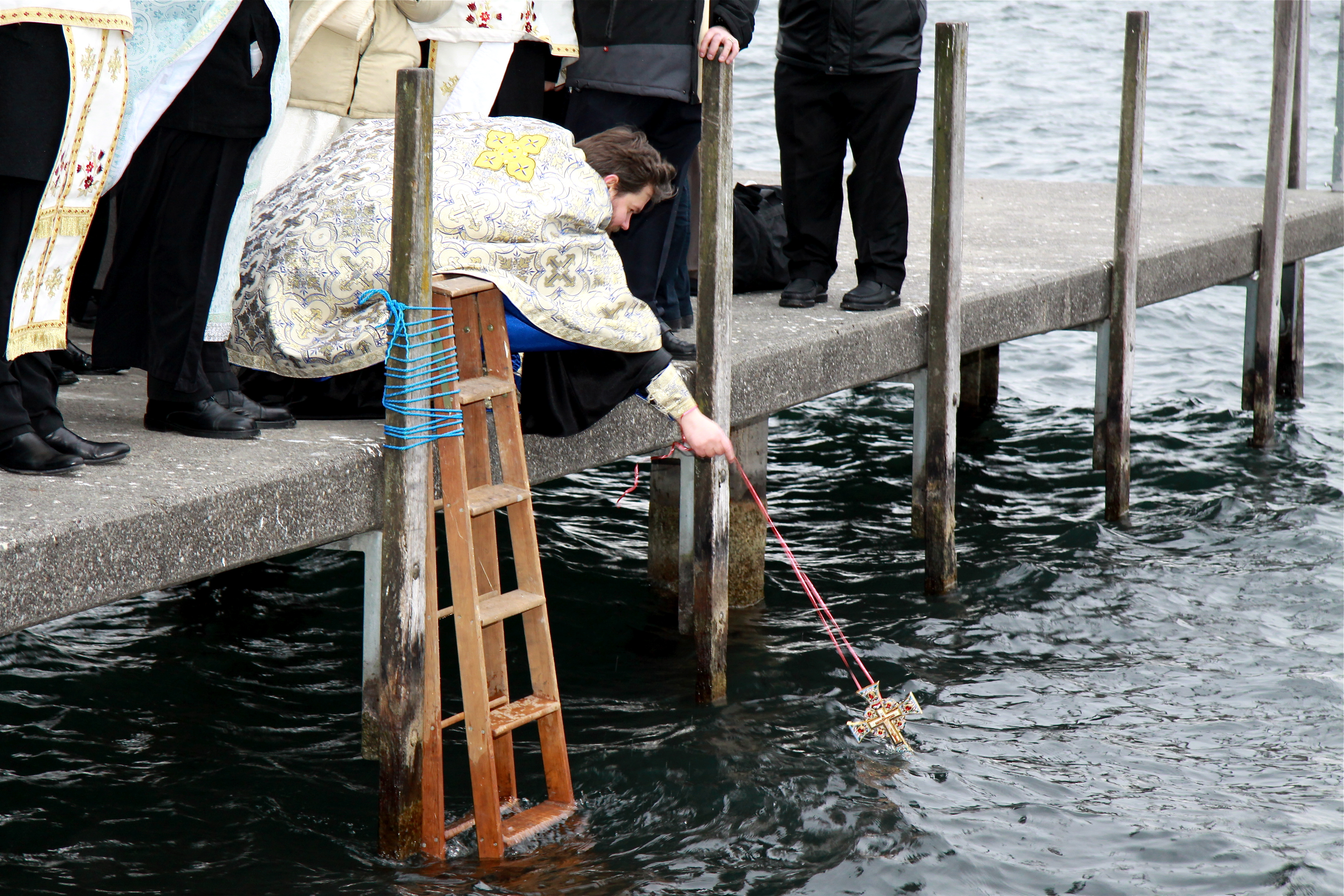
Egy ortodox pap megáldja a vizet egy víztározóban

A szenteltvízzel való gyógyításnak is ősrégi, misztikus hagyományai vannak. Az ókori Egyiptomban a Nílus vizének tulajdonítottak gyógyító hatást, mert a Nílust Ozirisszel azonosították. Az Ízisz-kultusz hívői (ez a vallási irányzat igen elterjedt időszámításunk első századaiban a Római Birodalomban is) a Nílus vizével gyógyítottak, hiszen Ozirisz Ízisz férje volt. A papok a messzi Egyiptomból hozatták a Nílus vizét, hogy gyógyítsanak vele.
Aszklépiosz papjai ugyancsak vízzel is gyógyítottak. Az Aszklepiosz-templom udvarán fürdőmedence volt, abban mártották meg magukat a gyógyulást keresők.
Az ószövetségi történet alapján Elizeus próféta a beteg Naámánt utasította, hogy fürödjön meg hétszer a Jordánban, aki miután így tett, kigyógyult a leprából.
A csodaforrások és a vízzel gyógyító kegyhelyek jövedelme mindig igen jelentős volt. A görög delphoi, az epidauroszi és a többi kegyhelyet elárasztották ajándékaikkal a hálás betegek. A 2. századi Lukianosz ugyanakkor azt írja, hogy egy Alexandrosz nevű csaló jól menő kegyhelyet tartott üzemben, ahol évente 60-70 ezer ember fordult meg.

## Gyakorlata

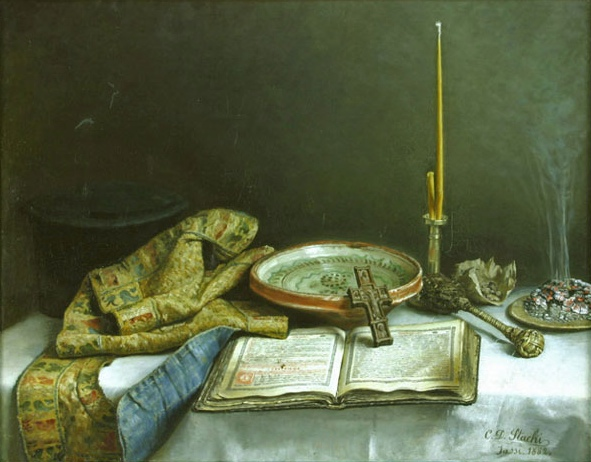
Szenteltvíz, festmény – Constantin Daniel Stahi (1882)

A víz szentelése katolikus szertartás szerint úgy történik, hogy a pap először a sót áldja meg, amit aztán szentelő imádság közben elegyít a vízzel. Az ima szövege:
| „Könyörögjünk. – Istenünk, te az emberek üdvözítésére szánt legdrágább titokzatos ajándékaidat, misztériumaidat a vízből fakasztod számunkra. Hallgasd meg könyörgésünket: áraszd erre a megtisztulás sokféle módját jelképező vízre áldásodat †. Add, hogy ez a teremtményed mennyei ajándékaid szolgálatában űzze el a gonoszlelkeket, tartsa távol a betegségeket és hordozza magában az isteni kegyelem hatékony erejét. A hívek házában vagy bármely helyen akármit is érint vagy meghint ennek a víznek cseppje, az legyen egészen tisztává, minden ártó hatalomtól mentessé. Ne üthessen tanyát ott a gonoszlélek, ne verjen gyökeret a rontás szelleme. Szűnjék meg a belopakodó sátán minden cselszövése. Ennek a víznek hintése által távozzék és szűnjék meg minden titkos kór, ami a ház lakóinak épségét vagy nyugalmát veszélyezteti. Add, hogy szent neved segítségül hívásával kért épségük és üdvösségük minden támadással szemben védelmet nyerjen. Krisztus, a mi Urunk által. – Ámen ” |

Szenteltvizet használ a római katolikus egyház, a keleti ortodoxok, az ókatolikusok, az anglo-katolikusok és más egyházak is.
A belső, lélekben való tisztulás utáni vágyat jelképezi. A szenteltvizet külön e célra készített, félkör alakú medencékben őrzik, amelyeket a templomokban, esetleg a magánlakásokban az ajtó vagy kapuk mellett helyeznek el. A medencék rendszerint kőből készülnek. Ezen a rendes használatra való szenteltvízen kívül, amely szükség szerint bármikor szentelhető, az egyház időhöz és alkalomhoz kötött vízszenteléseket végez. Így: vízkeresztkor a három király vizét, nagyszombaton és pünkösd előnapján a keresztvizet, a templomok, oltárok és harangok szentelésénél az ún. Gergely-vizet. Szerepet kapott az ember- és állatgyógyításban is. Az esztendő során pedig megszentelték vele a gyerekágyas asszony ágyát, tettek az újszülött fürdővizébe, meghintették vele az esküvőre induló menyasszonyt és vőlegényt, a haldoklót, s a háznál felravatalozott halottat. Hatékonynak tartották az ártó hatalmak, a rossz szellemek, és a vihar elűzésére is. A víz szentelésénél a vízbe sót kevernek, amely a bölcsességnek és a bűntől való tisztaságnak a jelképe.
A vízkereszt elnevezés Krisztus megkeresztelkedésére utal. Ennek emlékére a nyugati egyházakban a templomokban vizet szentelnek, s e szentelményből a hívek igyekeznek hazavinni valamennyit. A vízszentelés mellett ilyenkor a házakat is megszentelték. Ennek a szokásnak koleda, vagy koledálás a neve. Még Vízkereszt napján beszentelték vele az állatokat, megitatták őket, hogy ne legyenek az év folyamán betegek, rühösek. Hasonlóképpen magukra is locsoltak a vízből, rontás, betegségek, himlő ellen.